# Ned Brennan
Edward „Ned“ Brennan (* 1. August 1920 in Dublin; † 21. September 1988 ebenda) war ein irischer Politiker der Fianna Fáil. Er war von Februar bis November 1982 Teachta Dála (Abgeordneter) im Dáil Éireann, dem  irischen Unterhaus.

## Biografie
Brennan kandidierte erstmals bei den Wahlen zum Dáil Éireann 1981 im Wahlkreis Dublin North-East, konnte aber nicht genügend Stimmen erzielen, um einen Sitz im Dáil zu erringen. Erst bei den Wahlen im Februar 1982 war er erfolgreich. Doch schon bei den Wahlen im November 1982 verlor er den Sitz wieder und konnte ihn auch bei den Wahlen 1987 nicht zurückgewinnen.